# Средний поморник
Сре́дний помо́рник (лат. Stercorarius pomarinus) — вид птиц из семейства поморниковых. Подвидов не выделяют. Гнездится в арктической тундре вдоль побережий и на островах Северного Ледовитого океана. В остальное время поморник — типичная морская птица, проводит время в тропических широтах в шельфовой зоне океанов. Основная пища летом — лемминги, в остальное время года — мелкая рыба. Общая численность птиц оценивается в 400 тыс. взрослых особей.

## Описание

### Внешний вид
Крупный поморник, размерами уступает лишь большому поморнику, распространённому в Атлантике. В воздухе он выглядит даже ещё более массивным благодаря длинным и заострённым крыльям — заметно крупнее озёрной, однако мельче серебристой чайки.

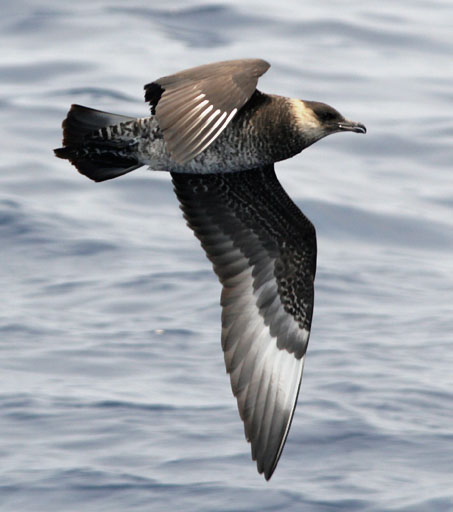
Молодая птица

Полёт плавный, с медленными неглубокими взмахами крыльев, но не парящий, чаще всего по прямой линии. При отъёме пищи у других птиц, однако, бывает изворотливым, на лету переворачиваясь вверх брюхом и делая частые повороты. Хорошо плавает и передвигается по земле, при этом держит туловище в почти горизонтальном положении. Тем не менее, на земле небольшие особи по величине вполне сравнимы с моевками, однако в любом случае поморника всегда выдаёт мощная широкая грудь. Общая длина 65—78 см, размах крыльев 113—127 см, масса 520—920 г. От других поморников среднего отличают розоватый с тёмной вершиной тяжёлый клюв и комок вертикально завёрнутых удлинённых перьев хвоста в форме набалдашника у взрослых птиц. Кроме того, в любом возрасте и наряде у летящей птицы хорошо заметно белое «зеркальце» на крыле — беловатое пятно в основании первостепенных маховых.
Окрас оперения довольно сложный, имеет существенные возрастные и индивидуальные отличия. Кроме того, различают два основных фенотипа, или морфы — светлую и тёмную, из которых первая является более распространённой (гнездящиеся на территории России от 95 до 98 % птиц относятся именно к этой разновидности). Отдельные экземпляры могут занимать промежуточное положение, относиться ближе к светлой или ближе к тёмной морфе. Окончательный гнездовой наряд формируется лишь на пятый год жизни. Половой диморфизм обычно проявляется в немного более широкой пёстрой полосе на груди у самки, а также в целом более тёмном окрасе её оперения. Тем не менее, чёткие половые различия не выражены.
В верхнем оперении взрослых птиц обеих морф преобладает тёмно-бурый окрас. Особенность светлой морфы — светлые участки оперения на голове, шее и нижней части тела. Шапочка перьев на голове почти чёрная, горло и грудь окрашены в белый цвет, иногда с отдельными охристыми пестринами. Бока головы и шеи соломенно-жёлтые. Часто на груди развита нечёткая пёстрая чёрно-белая полоса — перевязь, по форме напоминающая ошейник. Брюхо может быть либо чисто-белым, либо белым с тёмными пестринами различной интенсивности. Подхвостье чёрное. У тёмной морфы разница в оперении верхней и нижней части тела не такая контрастная — сверху она имеет более тёмный черноватый оттенок, снизу — коричневатый. Как вариант, грудь и брюхо могут выглядеть поперечно-полосатыми благодаря чередованию тёмных и белёсых вершин перьев. Молодые поморники первого года жизни имеют более монотонное размытое оперение с тёмными поперечными полосами на шее и груди. На втором и третьем году жизни на подхвостье и нижней части крыла появляются белые пятна..

### Голос
Скорее молчаливая птица. Основной сигнал во время ухаживания, демонстративного полёта, внутривидовом конфликте — серия немелодичных гнусавых звуков, которую интерпретируют как «ххееее-хеее-хее-хе-хе-хе-хе» или «нняяяя-няяя-няя-ня-ня-ня-ня». Стоящая на земле птица во время крика поднимает крылья и раздувает грудь, в воздухе — скользит, делая редкие, «судорожные», взмахи поднятых выше горизонтальной плоскости крыльев. При тревоге издаёт низкое односложное «гекк» или визгливое «вии-вифф»; на других пернатых и наземных хищников нападает с громким вибрирующим «айа-йа-йа-йа…» или «уа-уа-уа-уа…». Лётные птенцы издают мелодичный дрожащий свист.

## Распространение

### Гнездовой ареал
Средний поморник гнездится кругополярно, однако сколько-нибудь значительных участков ареала не образует. В полярных регионах России достоверно известно о гнездовьях этой птицы на Северном острове Новой Земли, Земле Франца-Иосифа, Ямале, Таймыре, Новосибирских островах, в Хромо-Индигирском междуречье, на острове Врангеля и Чукотке восточнее Чаунской губы. Некоторые авторы указывают на гнездовья птицы на Командорских островах, однако другие источники оспаривают это утверждение, считая его сомнительным. В западном полушарии гнездящиеся поморники были отмечены на северном побережье Аляски, островах Канадского Арктического архипелага и западной Гренландии. Для птиц характерен кочевой образ жизни в поисках концентрации грызунов — по этой причине их иногда встречают далеко за пределами вышеуказанных гнездовых участков.

### Зимний ареал

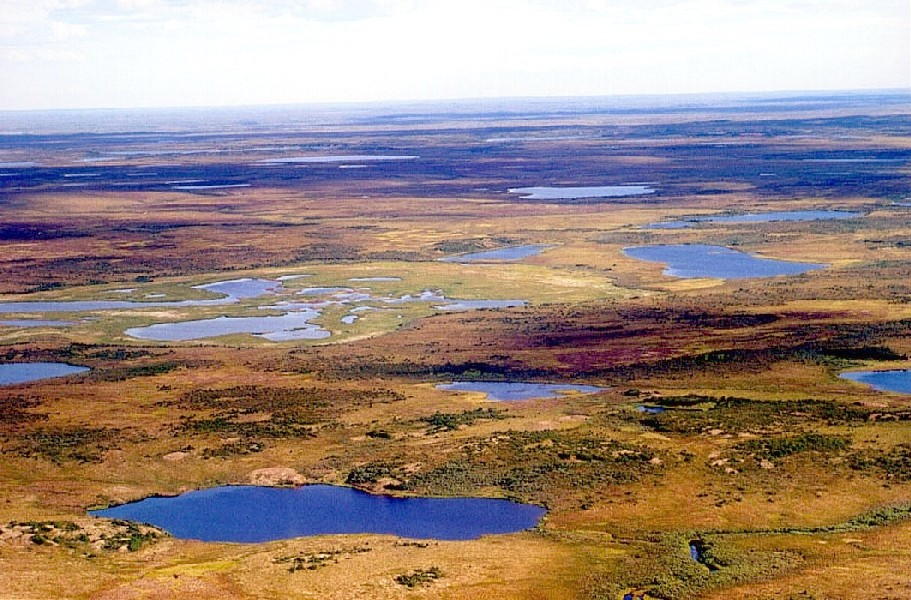
Типичный гнездовой биотоп — арктическая тундра. Район Дудинки

Вне сезона размножения поморники проводят время в открытом океане. Наибольшая концентрация этих птиц отмечена на богатых рыбой материковых отмелях — в местах, где глубоководные воды смешиваются с холодными поверхностными течениями. В Атлантике эти районы большей частью находятся в промежутке между 60-й и 10-й и параллелями: у побережий Центральной Америки между Флоридой и Венесуэлой к западу от 60° з. д., у берегов Африки вдоль Бенгельского течения, особенно в полосе его смешения с умеренно тёплыми Гвинейским и Канарским течениями. Небольшие участки зимнего ареала известны в западном Средиземноморье к востоку до Италии. В Тихом океане большое количество птиц отмечено в Беринговом море, вдоль холодного Перуанского течения у западного побережья Южной Америки, в акватории между Новой Гвинеей и юго-восточным побережьем Австралии. В Индийском океане основные скопления птиц в Аденском, Оманском заливах, а также вдоль восточного побережья Африки к югу до экватора. На пролёте чаще всего держится вдоль морских побережий, реже перемещается вглубь материков, где встречается в необычных для себя местах, например в южной части Сибири, Средней Азии и Черноморско-Каспийском регионе.

### Места обитания
Наблюдения показывают, что поморники достаточно редко залетают далеко вглубь материка, в период размножения оставаясь в узкой береговой полосе мохово-лишайниковых и арктических тундр. Населяет различные участки тундр, но относительно ровные — без оврагов, крутых склонов и других крутых деталей рельефа, а также с отсутствием густой кустарниковой растительности. На острове Врангеля выбирает сухие и возвышенные участки. На северо-западе России обычно населяет сырые заболоченные участки трявяно-моховых, осоково-моховых, кустарничково-моховых тундр, осоковые болота, долины рек, депрессии озёрных котловин. Аналогичные биотопы также характерны для междуречья Хромы и Индигирки. В низовьях Лены, Хатанги и на Ямале предпочитает мохово-лишайниковые тундры в широких речных долинах.

## Питание
Ярко выраженный хищник, миофаг. Основной объект охоты в гнездовой период, достигающий 80 % от всего объёма кормов, составляют лемминги, в первую очередь сибирский лемминг. Влияние численности этих грызунов напрямую влияет на способность птиц к размножению — в годы их депрессии птицы не приступают к гнездованию вовсе либо бросают уже начатую кладку. Если же вокруг гнезда леммингов достаточно, птицы образуют охраняемую кормовую территорию и добывают корм преимущественно в её пределах.

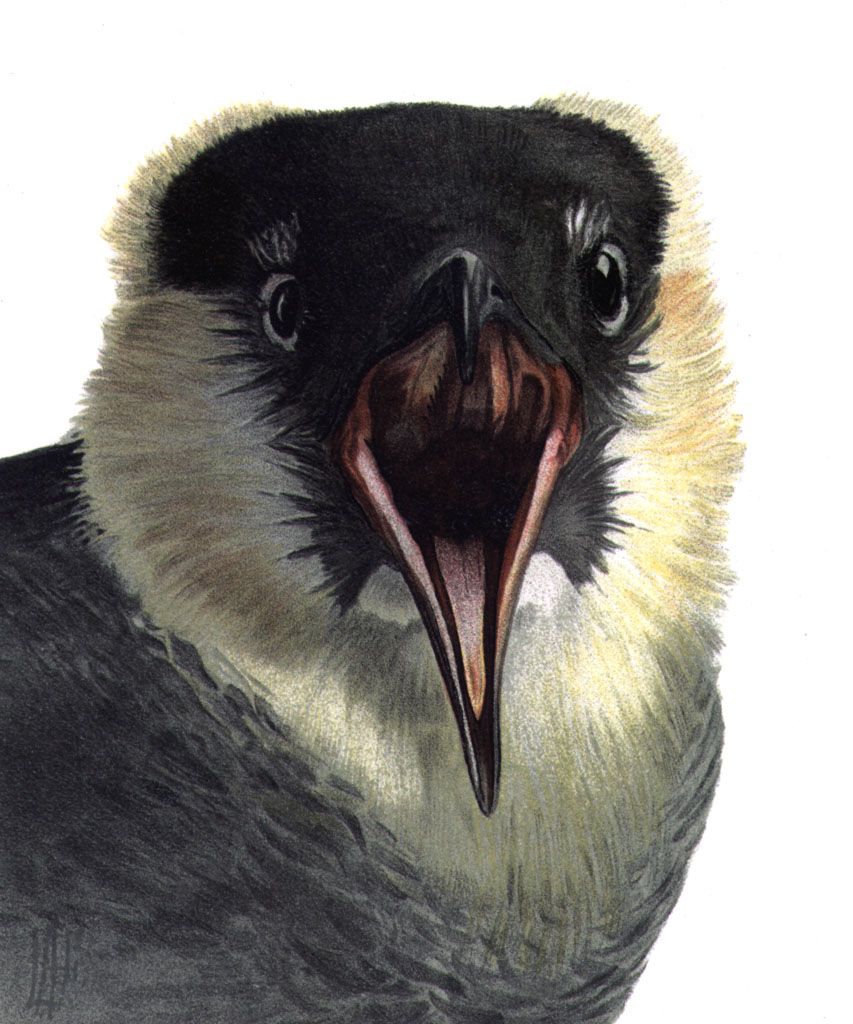
Рисунок головы

Помимо леммингов, птицы также кормятся серыми и лесными полёвками, остатками головоногих моллюсков, мелкой рыбой, в случае недостатка основной пищи — яйцами и птенцами чаек, гаг, гусей, а также взрослыми воробьинообразными птицами и мелкими видами песочников. Незначительную долю в рационе составляют насекомые, такие как птеростихи и мертвоеды, а также ягоды. Кочующие птицы при случае питаются падалью либо занимаются отъёмом добычи у полярных крачек, моевок и даже более крупных чаек-бургомистров. Бывает, птицы концентрируются возле поселений человека, где питаются пищевыми отбросами либо отходами рыболовства и звероводства.
На пролёте и зимой основу питания составляет мелкая рыба длиной до 15 см. Отмечено, что объектом охоты в тропиках часто становятся летучие рыбы, вспуганные морскими хищниками; по этой причине поморники часто сопровождают стаи дельфинов и крупные косяки таких рыб, как тунец. Подобно многим морским птицам поморники также скапливаются возле траулеров, где кормятся сброшенными за борт рыбными отходами.
На суше добычу высматривают с высоты, сидя на кочке, бугре, либо в скользящем полёте. Жертву обычно заглатывают целиком, но не в месте поимки, а на наблюдательном пункте либо традиционном кормовом «столике».

## Размножение

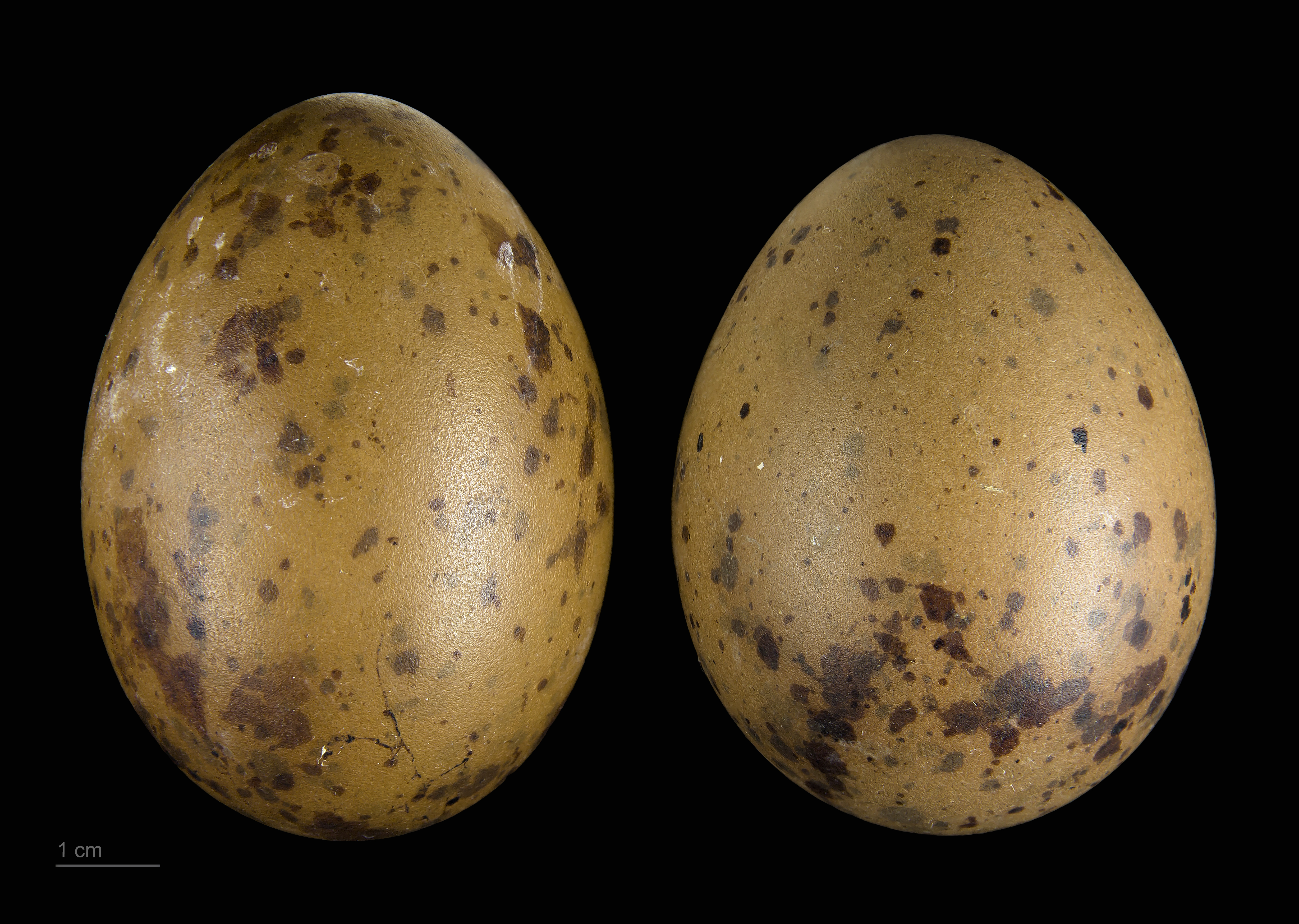
яйцо Stercorarius pomarinus - Тулузский музей

Моногам. На гнездовые участки прибывает первым из поморников, когда на сплошном снежном покрове только начинают появляться проталины, поодиночке или рыхлыми стаями до нескольких десятков особей. Даты варьируют в пределах от второй декады мая до конца июня в соответствии с погодными условиями в данный сезон и конкретном районе, чаще всего в первых числах лета. Разбивка на пары происходит частично в период миграции, частично в первую неделю после прилёта. Не все прибывшие птицы приступают к размножению, часть из них продолжает вести кочевой образ жизни и к концу июня уже исчезает из традиционных гнездовых районов, всё же оставаясь в полосе тундры. Гнездится обособленными парами на охраняемой территории с площадью не менее 1 кв. км. При залёте на территорию птицы своего или другого вида, приближении наземного хищника, такого как песец, ведёт себя агрессивно, с громкими криками пикирует на нарушителя, пытается нанести удар по голове лапами, грудью или крылом. Всё же, иногда при появлении человека ведёт себя более осторожно, летая в стороне с редкими жалобными криками. Плотность поселений различна. К примеру, в низовьях реки Море-Ю в годы высокой численности леммингов она может достигать 5 пар на 10 км², хотя в других случаях одна пара может гнездиться на площади 100 кв. км.
Гнездо помещает на сухом и относительно ровном месте, часто на кочке либо сухом гребне холма посреди болота. Оно представляет собой углубление в травянистом грунте диаметром 130—170 и глубиной лотка 30—50 мм. Оно может быть вовсе без выстилки, а может содержать некое количество сухих листьев осоки, кусочков мха, лишайника, другого растительного материала. В кладке 1—2, редко 3 яйца. Яйца имеют внешнее сходство с яйцами гагар, когда скорлупа окрашена в тёмно-оливковый цвет, и по ней разбросаны буровато-фиолетовые и тёмно-бурые пятна различного размера и интенсивности. Однако общий фон яйца может быть и более светлым — охристым, светло-коричневым или любого промежуточного оттенка. Размеры яиц: (56—73) х (40—47) мм. Насиживают оба члена пары, 25—28 дней, начиная, по всей видимости, с первого яйца. Птенцы при появлении на свет покрыты монотонным коричневым пухом, немного более тёмным сверху. В возрасте 30—36 дней молодые начинают летать, однако ещё неделю или две находятся рядом с родителями, которые их подкармливают, после чего начинают самостоятельную жизнь. Осенний отлёт во второй половине августа — начале сентября.